# Павел Жибуртович
Павел Николајевич Жибуртович (рус. Павел Николаевич Жибуртович; Самара, 8. септембар 1925 — Москва, 21. фебруар 2006) био је совјетски хокејаш на леду и члан репрезентације Совјетског Савеза која је освојила историјску прву златну медаљу на Светском првенству 1954. године. Играо је на позицији одбрамбеног играча. Заслужни мајстор спорта Совјетског Савеза од 1953. године.
Павел је први пут заиграо хокеј на леду током посете брату Јурију у Москви крајем 1940-их година. У то време служио је као наредник противваздушне одбране совјетске армије у Јарослављу. Након тога заиграо је такмичарски хокеј 1950. за војничку екипу ВВС МВО (рус. Военно-воздушные Силы Московского военного округа) са којом је у три сезоне освојио три титуле националног првака. Потом је две сезоне провео у московском ЦСКА, да би каријеру завршио у другом московском великану, Динаму. У националном првенству одиграо је 248 утакмица и постигао 29 голова. 
Поред златне медаље на Светском првенству 1954. са репрезезентацијом је наступао и на првенствима 1955. у Немачкој и 1957. у Москви и у оба наврата освајао сребрне медаље. На светским првенствима одиграо је укупно 12 утакмица. 
Године 2004. посмртно је уврштен у Хокејашку кућу славних руског хокеја.